# Коммунистическая партия Кампучии
Коммунисти́ческая па́ртия Кампучи́и (сокр. КПК; кхмер. គណបក្សកុំមុយនីសកម្ពុជា, [kɔːnɑːɓɑːkʰ‿komːujɔːniːʰ‿kɑːmpuciə]) — политическая партия в Камбодже (Демократической Кампучии), существовавшая с 1951 по 1981 год; с апреля 1975 по январь 1979 — правящая и единственная легальная партия в стране. Вскоре после начала вьетнамской интервенции и падения режима Пол Пота была преобразована в Партию Демократической Кампучии (ПДК). Во время трибунала над Красными кхмерами пять человек из руководящего состава партии были обвинены судом за геноцид, преступления против человечности и военные преступления.

## История

### История в 1950—1970 гг.
Партия была основана 28 июня 1951, когда Коммунистическая партия Индокитая была разделена на отдельные Кхмерскую народно-революционную партию (КНРП), Лаосскую народную партию и Вьетнамскую партию труда. Решение сформировать отдельную кампучийскую коммунистическую партию было принято на конгрессе КПИ в феврале в тот же самый год. Различные источники говорят о различных датах точного основания и первого конгресса партии. Партийный конгресс не выбрал полный Центральный комитет, но вместо этого назначил «Партийный Комитет по Распространению и Формированию». В индокитайской Коммунистической партии доминировали вьетнамцы, и позже, КНРП была активно поддержана вьетнамской партией во время её начальной фазы существования. Из-за уверенности во вьетнамской поддержке в объединенной борьбе против французского колониального правления, история партии была бы позже переписана, заявляло в 1960 году.
В уставе КНРП было написано: «Партия… является народным авангардом, собирающем вместе все патриотические прогрессивные силы камбоджийского населения».
Сельский комитет КНРП возглавлял Сиеу Хенг, городской — Ту Самут.
Согласно версии Демократической Кампучии в партийной истории, отказ Вьетминя договориться о политической роли для КНРП на Женевской Конференции 1954 представлял предательство кампучийского движения, которое все ещё управляло большими областями сельской местности и командовало по крайней мере 5 000 бойцами. После конференции приблизительно 1 000 членов КНРП, включая председателя партии Сон Нгок Мина, были изгнаны в Северный Вьетнам. В конце 1954 те, кто остался в Камбодже, основали легальную политическую партию, Кром Преачеачон, которая участвовала в 1955 и 1958 в выборах Национального собрания. На выборах в сентябре 1955 партия набрала приблизительно 4 % голосов, что не давало ей место в законодательном органе.
В конце 1950-х годов партия подверглась преследованиям со стороны властей, обвинявших её в деятельности в пользу Вьетнама. Члены партии подлежали постоянному преследованию и арестам, среди них были Пол Пот, Иенг Сари, Кхиеу Сампфан.
В течение 1950-х годов кхмерские студенты в Париже организовывали своё собственное коммунистическое движение, позднее они были выдворены на родину. Пол Пот, Иенг Сари и Кхиеу Самфан стали преподавателями учебных заведений в Пномпене. Пол Пот и его соратники вошли в состав группировки внутри партии, идеологическая платформа которой отличалась национал-шовинистическим и антивьетнамским характером.
28-30 сентября 1960 в здании пномпеньского вокзала состоялся съезд КНРП, в котором участвовал 21 руководитель партии. Съезд стал поворотным моментом в борьбе интернационалистских и националистических тенденций внутри партии. Было принято решение о переименовании партии в Партию трудящихся Кампучии (ПТК) и изменении её структуры. Обсуждался вопрос о сотрудничестве с режимом Сианука или борьбе с ним. Был избрана постоянный Центральный Комитет, его генеральным секретарём избран Ту Самут, его заместителем — Нуон Чеа. В состав ЦК были избраны также Пол Пот, Иенг Сари и Кео Меас. В Демократической Кампучии именно этот съезд считался моментом основания Коммунистической партии Кампучии.
20 июля 1962 Ту Самут был убит при невыясненных обстоятельствах (в убийстве обвиняли Пол Пота, который, в свою очередь, обвинял в этом правительство Камбоджи). 20-21 февраля 1963 на Втором съезде ПТК генеральным секретарём был избран Пол Пот. Сторонники линии Ту Самута Нуон Чеа и Кео Меас были исключены из ЦК, на их место пришли Сон Сен и Ван Вет.
В июле 1963 большинство ЦК покинуло Пномпень с целью организации революционной базы в провинции Ратанакири на северо-востоке страны, значительную часть населения которой составляли Горные кхмеры. В 1965 Пол Пот выезжал в Северный Вьетнам и Китай. С середины 60-х годов полпотовская группа пошла на установление тесных контактов с КНР и перестройку деятельности партии на маоистский лад. Значительную роль в партии стала играть «банда шести» — Пол Пот, Иенг Сари и Сон Сен и их жёны — Кхиеу Поннари, Иенг Тирит, Юн Ят. В то же время, Нуон Чеа, перешедший на сторону Пол Пота, сохраняет роль второго человека в партии.
В сентябре 1966 партия изменила своё название на Коммунистическая партия Кампучии, смена названия держалась под секретом. Партия взяла курс на вооружённую борьбу с правительством Сианука. Для перестроенной партии были присущи коллективный способ принятия решений, конспиративный характер подбора кадров, максимальная анонимность. КПК создавалась как партия профессиональных революционеров и имела три уровня организации: центральный комитет, партийные ячейки и относительно массовое движение. Использовалось конспиративное наименование партии — «Ангка» или «Ангкар» (អង្គការ — «Организация»). КПК издавала и распространяла нелегальные газеты: «Самленг камка даойдай» (សម្លេងកម្មករដោយដៃ, «Голос работников физического труда»), «Тонг крахам» (ទង់ក្រហម, «Красное знамя»), «Пуонлы крахам» (ពន្លឺក្រហម, «Красный свет»), журнал «Неаквоаттхеанеакниюм кхменг» (អ្នកវឌ្ឍននិយមក្មេង, «Молодые прогрессисты»), брошюру «Аттхабат ный падевоат» (អត្ថបទនៃបដិវត្តន៍, «Очерки о революции»).
Сторонники Пол Пота в партии и повстанческая Революционная армия Кампучии стали ядром так называемых красных кхмеров. Борьба с королевской армией велась при поддержке Северного Вьетнама. Численность партии быстро росла, в неё в массовом порядке вступали малограмотные и совершенно неграмотные молодые крестьяне, которые уже показали себя в вооруженных акциях.
После свержения Сианука в 1970 премьер-министром Лон Нолом, Коммунистическая партия Кампучии и сторонники Сианука сформировали «правительство в изгнании», пользовавшееся поддержкой КНР (заместителем премьер-министра и министром обороны в нём был Кхиеу Самфан). Партизаны захватывали всё большие территории страны. 17 апреля 1975 красные кхмеры захватили Пномпень и установили в Камбодже режим Демократической Кампучии.

### Красные кхмеры
К этому привели следующие факторы:
- Американское вмешательство и массированные бомбардировки, охватывающие от 1965—1973 гг. как существенный фактор, приводящий кампучийское крестьянство к увеличивающейся поддержке Красных кхмеров.
- Коррупция режима Лон Нола.

Когда американский Конгресс приостановил военную помощь правительству Лон Нола в 1973, это привело к падению его режима два года спустя, когда Красные Кхмеры захватили всю полноту власти в Камбодже (переименованной в Кампучию). Руководство жизнью страны осуществляла «Ангка лоэу» — «Верховная организация», во главе которой стояли семейные кланы — Пол Пот, Иенг Сари, Кхиеу Самфан и Сон Сен и их жёны.

### Партия после вьетнамской интервенции

#### Народно-революционная партия Кампучии
В начале 1979 группа членов компартии Кампучии во главе с Пен Сованом, выступавшая против Пол Пота и за союз с Вьетнамом, провела недалеко от кампучийско-вьетнамской границы свой Третий съезд Народно-революционной партии Кампучии (таким образом, не признавая легитимными съезды партии в 1963, 1975 и 1978 годах). Пен Сован, как и Хенг Самрин, был основателем в декабре 1978 Единого фронта национального спасения Кампучии. (ЕФНСК), провозгласившего борьбу против диктаторского режима. Таким образом, с этого момента в стране существовало де-юре две параллельные партии, считающие себя наследницами созданной в 1951 Народно-революционной партии Кампучии.
После того, как проведённое в конце декабря 1978 — начале января 1979 наступление революционных вооружённых сил и вьетнамских добровольческих частей завершилось свержением режима Пол Пота, 7 января 1979 была провозглашена Народная республика Кампучия. Создание партии держалось в секрете до прошедшего 26-29 мая 1981 Четвёртого съезда НРПК, поставившего перед партией задачи защиты завоеваний революции, восстановлению экономики страны, строительства основ социалистического общества. В составе избранного ЦК доминировали ветераны борьбы за независимость 1946—1954 годов. В 1981—1989 НРПК была руководящей силой в стране и единственной легальной политической партией.
В 1991 партия была переименована в Народную партию Камбоджи. Новая партия отказалась от марксистской идеологии.

#### Организационные и идеологические трансформации
После падения Пномпеня сторонники Пол Пота оттянули свои силы на запад страны к границе с Таиландом. Коммунистическая партия Кампучии инициировала создание 21 августа 1979 Патриотического и демократического фронта Великого национального союза Кампучии во главе с Кхиеу Сампханом. Под руководством Фронта Народные национально-освободительные вооружённые силы Кампучии (позднее — Национальная армия Демократической Кампучии) развязали партизанскую войну против правительства Народной республики Кампучия.
В декабре 1981 партия была переименована в Партию Демократической Кампучии, идеологией которой был объявлен «демократический социализм». В ноябре 1992 на её основе была учреждена Камбоджийская партия национального единства, провозгласившая своей идеологией «либеральную демократию» и возобновившая партизанскую войну против правительства. Обе партии формально возглавлял Кхиеу Сампхан, в 1997 создавший Кхмерскую партию национальной солидарности. С другой стороны, в августе 1996 года Иенг Сари учредил Движение демократического национального союза, демонстративно порвавшее с «Красными кхмерами» и вступившее в альянс с правящей партией Хун Сена.

## Руководители
- Сон Нгок Мин (председатель)
- Ту Самут (сентябрь 1960 — май 1962, генеральный секретарь ЦК Партии трудящихся Кампучии)
- Пол Пот (февраль 1963 — сентябрь 1966, генеральный секретарь ЦК Партии трудящихся Кампучии; сентябрь 1966 — декабрь 1981, генеральный секретарь ЦК Коммунистической партии Кампучии; декабрь 1981—1985, генеральный секретарь ЦК Партии демократической Кампучии)
  - Рох Самай (январь 1979 — май 1981, руководитель Народно-революционной партии Кампучии)
  - Пен Сован (май 1981 — 1 декабря 1981, глава Народно-революционной партии Кампучии)
  - Кхиеу Сампхан (с 1985, генеральный секретарь ЦК Партии демократической Кампучии)